# Поцило (Палермо)
Поцило је насеље у Италији у округу Палермо, региону Сицилија.
Према процени из 2011. у насељу је живело 69 становника. Насеље се налази на надморској висини од 15 м.